# Jack Sarfatti
Jack Sarfatti, född 14 september 1939 i Brooklyn, New York, är en amerikansk teoretisk fysiker och författare av populärvetenskapliga verk som behandlar kvantfysik och medvetandefilosofi. Han är känd för sina ikonoklastiska idéer och är intresserad av det han ser på som sammanbrottet för det paradigm som håller fast vid naturvetenskaperna och samhällsvetenskaperna som åtskilda discipliner med argument som framhåller att fysik – som han kallar «det 20:e århundradets Konceptuella Konst» – har ersatt filosofi som den samlande kraften mellan vetenskap och konst.
Sarfattis huvudintressen rör sig kring rymdutvandring, intelligenssökning och förlängd livstid. Hans synpunkter inkluderar spekulationer om att UFO:n kan vara besök av utomjordiskt liv eller kan vara «jordiska tidsskepp» som kommer från vår egen framtid; att parapsykologiska fenomen kan vara reella; att överljushastighet är möjlig; och att rymdresor kan förverkligas genom «warping» av rumtidskontinuumet.

## Akademisk bakgrund

### Grundläggande utbildning
Sarfattis föräldrar, Hyman and Millie Sarfatti, var sefardiska judar. Han fick grundexamen från Midwood High School i Flatbush, Brooklyn 1956. 1960 blev han B.A. i fysik vid Cornell University med handledning av Hans Bethe, och 1963 publicerade han sitt första paper, "Quantum-Mechanical Correlation Theory of Electromagnetic Fields," i Nuovo Cimento, Italienska fysiksällskapets tidskrift. Han blev M.Sc. i fysik 1967 vid University of California, San Diego, och tog en Ph.D. 1969 vid University of California, Riverside— där han hade Fred Cummings som handledare — för en avhandling med titeln "Gauge Invariance in the Theory of Superfluidity." Han skrev en artikel tillsammans med Cummings, "Beyond the Hartree-Fock Theory in Superfluid Helium," publicerad i Physica Scripta, 1970.

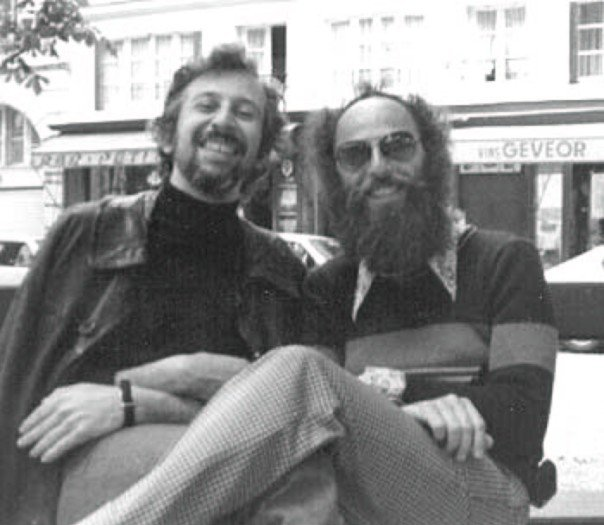
Sarfatti (till vänster) med fysikern Fred Alan Wolf i Paris 1973.

### Akademisk karriär
Sarfatti arbetade från 1967 till 1971 som assistant professor i fysik vid San Diego State University, och under 1971–1972 hade han ett forskarstipendium vid Birkbeck College, London, där han arbetade med David Bohm. Han kom även att arbeta vid Cornell Space Science Centre, UK Atomic Energy Research Establishment, och Max Planck-institutet i München. 1973–1974 arbetade han med Abdus Salam och forskade på minimala svarta hål vid Internationella Centret för Teoretisk Fysik i Trieste, Italien,
varefter han lämnade den akademiska scenen.
Sarfatti blev på 1970-talet medlem i en informell grupp om ett tiotal fysiker, bland andra Fred Alan Wolf, vid California känd som Fundamental Fysiks Group, vilken enligt fysikern och vetenskapshistorikern David Kaiser på MIT, bidrog till att kläcka några av de alternativa idéer i kvantfysik som i dag bildar grunden för kvantinformationsforskning.